# Palacio de Mañara (Sevilla)
El palacio de Mañara es una casa palaciega de estilo fundamentalmente renacentista, situado en la ciudad de Sevilla, en la antigua judería de la ciudad, hoy barrio de San Bartolomé. En el palacio nació el ilustre filántropo Miguel de Mañara, impulsor y benefactor de la Hermandad y Hospital de la Caridad. En la actualidad, el edificio constituye la sede administrativa de la Dirección General de Bienes Culturales, de la Consejería de Cultura de la Junta de Andalucía.

## Historia

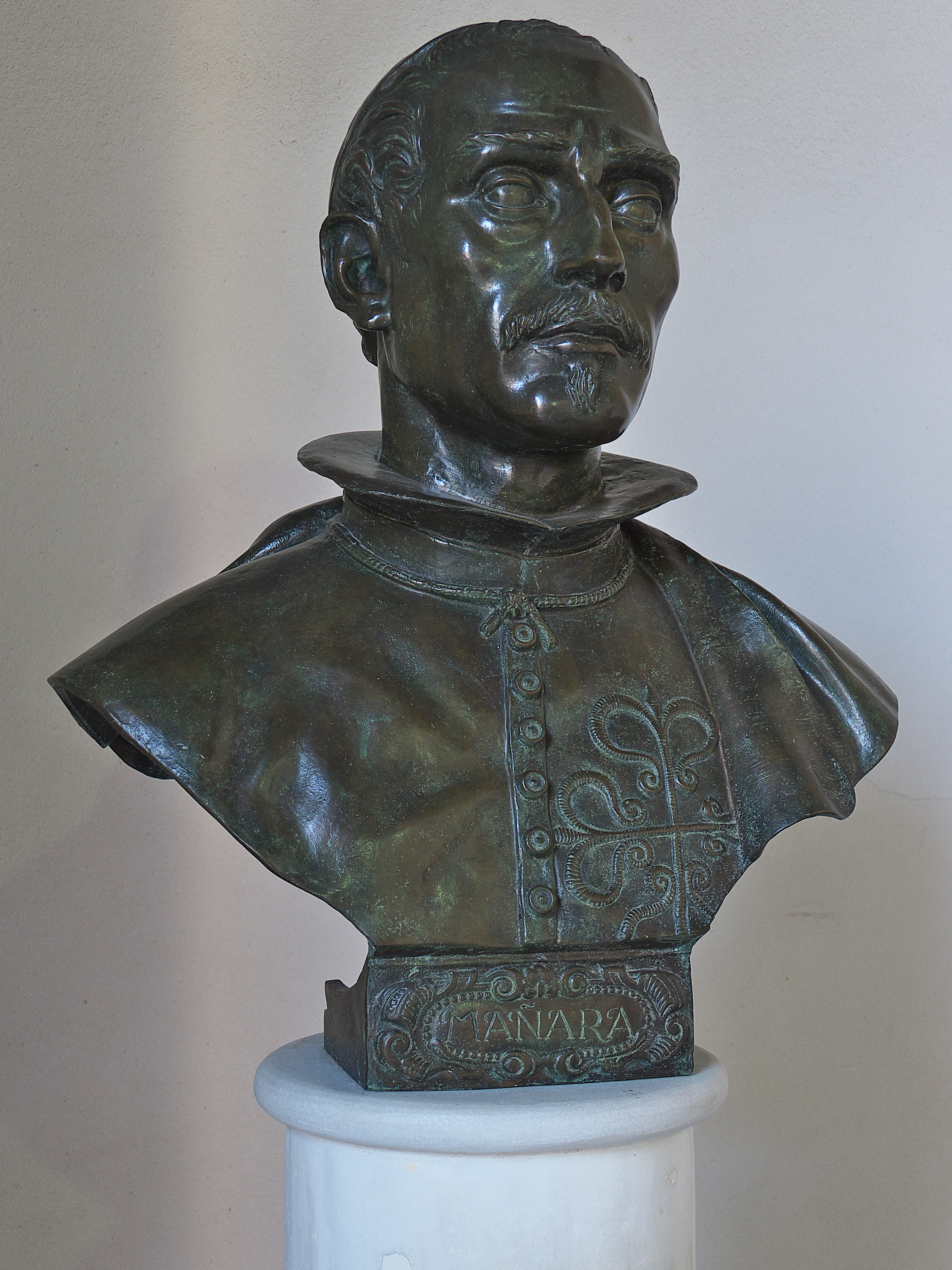
Miguel Mañara Vicentelo de Leca. Hospital de la Caridad (Sevilla).

Los primeros antecedentes descritos del edificio proceden del periodo de dominación musulmana, durante la Edad Media, como una construcción estructurada en torno a cuatro patios. Tras la conquista cristiana se le añadió otro patio más, de estilo mudéjar, restos de esta época son los zócalos con pinturas murales del salón de la planta baja. El elemento más espectacular hallado durante su rehabilitación en 1990 es una esquina de la muralla que cerraba la judería en época medieval.
En el primer tercio del siglo XVI sus propietarios Juan de Almansa y su esposa Constanza de Alcocer llevaron a cabo una gran reforma del palacio para adaptarlo a los gustos propios del Renacimiento, aunque apoyándose en la edificación mudéjar ya existente, es entonces cuando se levantó el patio central, cuya decoración se encargó al taller del genovés Antonio María Aprile, que añadió las columnas balaustradas de mármol, la solería y la fuente. 
En 1623, Tomás Mañara Leca y Colona, rico comerciante de origen italiano, enriquecido en el comercio con el continente americano, adquiere el inmueble, remodelando la casa para acondicionarla y darle la apariencia de los grandes palacios nobiliarios, para lo que se construye la fachada principal a la calle Levíes que proporcionó al palacio una entrada de carácter más monumental, en la que se mantiene el estilo tardorenacentista, las obras de esta reforma son atribuidas al arquitecto y escultor Diego López Bueno. Allí nace en 1627, Miguel de Mañara, impulsor y benefactor del Hospital de la Caridad.

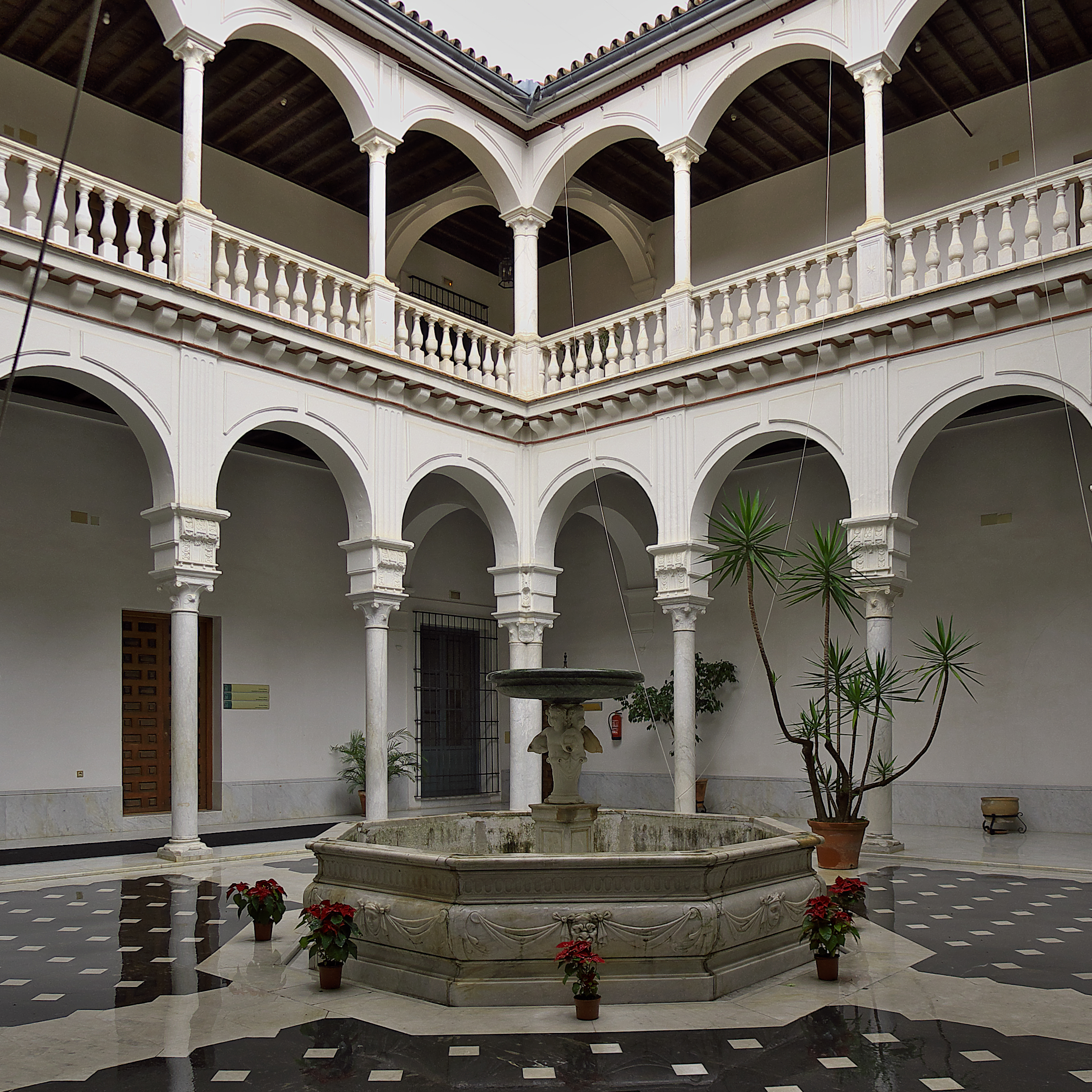
Vista del patio principal del palacio.

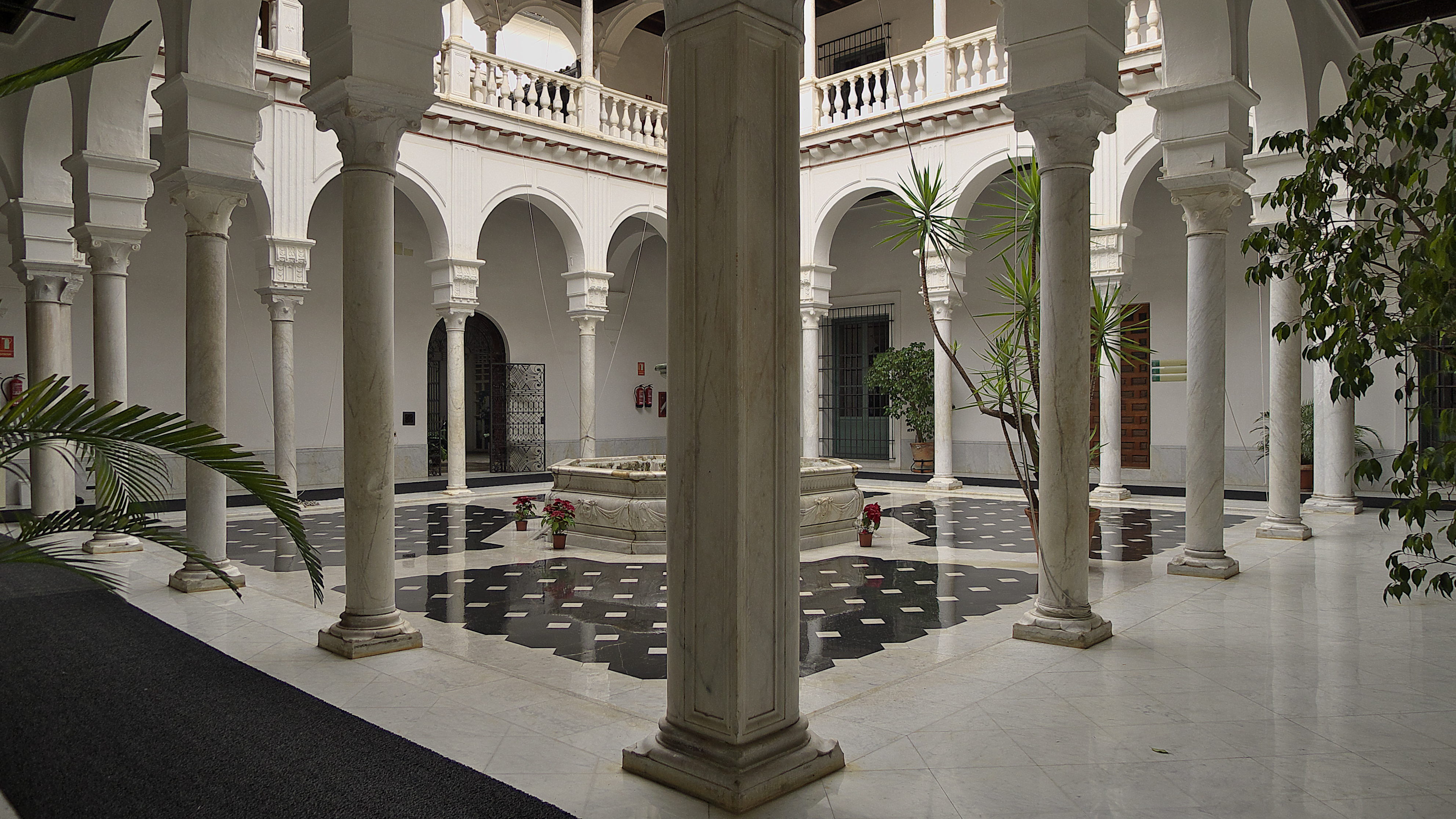
Patio (1532).

Tras la muerte sin descendencia de Miguel de Mañara, en 1679, la casa quedó deshabitada, siendo alquilada durante el siglo XVIII en varias ocasiones por sus herederos, figurando, entre otros como inquilinos, Pedro Fillot y Manuel Prudencio de Molviedro. En el siglo XIX, sirvió como cuartel para las tropas francesas del mariscal Soult. Posteriormente pasó a ser propiedad de José Vargas Zúñiga y María Josefa Federigi, heredera esta última del mayorazgo donde se incluía la casa. A principios del siglo XX fue adquirida por la Hermandad de la Santa Caridad por 77.500 pesetas, siendo utilizada como fábrica de corcho, almacén de hilaturas y colegio. En 1989, fue adquirida por la Junta de Andalucía y en la actualidad constituye la sede administrativa de la Dirección General de Bienes Culturales, de la Consejería de Cultura de la Junta de Andalucía.

## Descripción del inmueble
Responde al modelo de casa renacentista, organizada en torno a tres partes diferenciadas, una zona de carácter noble, una segunda zona de servicio y un sector para las cuadras. 
La entrada al palacio se realiza a través de un zaguán y un patio delantero con un pequeño apeadero con doble arcada, tras el que se accede al patio central, que constituye uno de los elementos más destacados del conjunto, con arquería sobre columnas en las dos plantas. Destacan también las yeserías del patio, diseñadas por Diego López Bueno. En el centro se encuentra la fuente de mármol blanco, de procedencia italiana, citada anteriormente. En uno de los extremos, se sitúa la escalera de dos tramos.
Las estancias de la planta superior distribuidas en torno al patio, presentan techumbre de tradición mudéjar y tardorenacentista, estando cubiertas en su mayor parte por alfarjes y artesonados de madera. En los lados menores del inmueble existen dos patios de carácter secundario, a los que comunican una serie de dependencias de forma rectangular y cuadrada, con columnas y entablamento de madera.

### Fachada
La fachada principal del palacio se sitúa hacia la calle Levíes y presenta dos plantas divididas en calles separadas por pilastras adosadas al muro. El acceso a la casa está localizado en la tercera calle del lado izquierdo del muro, la decoración exterior se encuentra complementada por un conjunto de once rejas desiguales en sus formas, que constituyen un muestrario de la forja sevillana del siglo XVII. La fachada mantiene una forma irregular ceñida a la sinuosidad y el carácter quebrado con los que estaba concebido el entorno urbano de la casa.
La portada data del año 1540, se halla flanqueada por dos columnas de orden toscano, cuyos pedestales están decorados con relieves en los que figuran escudos de armas cruzados. En el friso, decorado con ménsulas, alternan bucráneos con máscaras florales. La decoración pictórica conservada en esta fachada, descubierta en la última restauración, presenta elementos de muy diversa índole: las pilastras se decoran con imitación de sillares, mientras que en el resto del muro la decoración es de ladrillos. En los lugares que falta la ornamentación, ésta se ha completado con pintura.